# Battuda
Battuda (Batǜda o Batǜva in dialetto pavese) è un comune italiano di 663 abitanti della provincia di Pavia in Lombardia. Si trova nel Pavese nordoccidentale, nella pianura tra il Ticino e il Naviglio Pavese.

## Storia
Il toponimo trae origine dal dialetto batüda o batüva, usato per indicare i terreni battuti o una strada battuta.
Appartenne fin da epoca remota al territorio di Pavia, e fece parte della Campagna Soprana pavese. Fece parte del feudo di Marcignago, dei Pallavicino dal 1539 e degli Isimbardi di Pavia nel secolo seguente. Nel XVIII secolo era infeudata ai Bellini di Milano, nell'ambito del feudo di Vellezzo Bellini. Nel 1872 furono aggregati a Battuda i soppressi comuni di Torradello e Torrino.

### Simboli
Lo stemma e il gonfalone sono stati concessi con decreto del presidente della Repubblica del 17 ottobre 1992.
La lettera B è iniziale del nome del comune; le stelle sono riprese dal blasone della famiglia Isimbardi (inquartato: il 1º e il 4º d'azzurro, a tre stelle di sei punte d'oro, 2, 1; il 2º e 3º d'argento, al giglio d'oro, saldato).
Il gonfalone è un drappo di giallo.

## Monumenti e luoghi d'interesse
- Chiesa Parrocchiale della Natività di Maria Vergine: costruita tra il 1554 ed il 1579, la parrocchia è citata per la prima volta nel 1460[6].
- Chiesa di San Riccardo Pampuri: La più piccola chiesa del comune, sorge nella frazione di Torrino. Dedicata al santo visto che lui durante la sua vita visse dagli zii di Torrino. L'interno a navata unica ha una lunghezza di 10 metri. Al fianco della chiesa c'è il campanile alto 14 metri e possiede un concerto di 3 campane in Sib3 (queste tre campane non hanno ne ruota ne battaglio per problemi di staticità della torre, infatti sono fisse). La struttura della torre è stata soggetta ad interventi per migliorarne la staticità infatti si vede dai blocchi di ferro che tengono ben salda la struttura.

## Società

### Evoluzione demografica
- 200 nel 1751
- 266 nel 1780
- 268 nel 1805
- 323 nel 1807
- 348 nel 1853
- 317 nel 1859[7]

Abitanti censiti